# El que más
El que más es el título del tercer álbum de estudio de la banda española de heavy metal, Obús, publicado en 1984 por Chapa Discos.

## Producción
Obús graban en los Estudios Mediterráneo de Ibiza su tercer trabajo, publicado en 1984 con el título de El que más. Contaron con la producción de Mark Dodson, ingeniero de la banda Judas Priest y con la colaboración del guitarrista de Iron Maiden, Adrian Smith, que escribió el tema "Alguien".

## Recepción
El álbum supuso la consagración de la banda, tanto a nivel nacional como internacional. En ese mismo año viajaron a Venezuela, donde ofrecieron dos actuaciones en el Poliedro de Caracas.

## Lista de canciones
| N.º | Título                                                                   | Duración |  |
| 1.  | «Viviré» (Francisco Laguna, M. C. Diestro)                               | 2ː40     |  |
| 2.  | «Deprisa, Deprisa» (F. Sánchez, M. Frutos)                               | 4:06     |  |
| 3.  | «Vamos Muy Bien» (F. Laguna, J. L. Serrano, M. C. Diestro)               | 3:45     |  |
| 4.  | «Autopista» (F. Sánchez, M. Frutos)                                      | 4:52     |  |
| 5.  | «FM» (J. L. Serrano, T. Alonso)                                          | 2ː24     |  |
| 6.  | «El Que Más» (F. Laguna, J. L. Serrano, M. C. Diestro, T. Alonso)        | 3ː37     |  |
| 7.  | «La Raya» (F. Sánchez, L. Sobrino)                                       | 3ː45     |  |
| 8.  | «Alguien» (Adaptada por J. L. Serrano, escrita por A. Smith, A. Barnett) | 3ː04     |  |
| 9.  | «Da Igual» (Francisco Laguna, M. C. Diestro)                             | 3ː45     |  |
| 10. | «Juego Sucio» (F. Sánchez, M. Frutos)                                    | 4ː35     |  |

## Personal

### Técnicos
- Arreglos – Tino Casal, Obús
- Diseño – Manuel Cuevas
- Productor - Tino Casal, Luis Soler
- Ingenieros de sonido - Dennis Herman, Mark Dodson

### Músicos
- Fructuoso "Fortu" Sánchez - Voz
- Juan Luis Serrano - bajo eléctrico y coros
- Paco Laguna - guitarra eléctrica y coros
- Fernando Sánchez - batería y coros